# 列尼夫卡
48°39′16″N 26°52′1″E / 48.65444°N 26.86694°E
列尼夫卡（烏克蘭語：Ленівка），是烏克蘭的村落，位於該國西部赫梅利尼茨基州，由卡緬涅茨-波多利斯基區負責管轄，面積0.28平方公里，2001年人口69，人口密度每平方公里250.91人。